# 第84回都市対抗野球大会予選
第84回都市対抗野球大会予選は、第84回都市対抗野球大会に出場するチームを決定する全540試合の結果を記録したものである。

なお、本大会への出場を決める代表決定戦以外におけるコールド、延長のイニングは記載しない。

## 北海道地区

### 1次予選
- 1回戦

WEEDしらおい　17－3　旭川グレートベアーズ
札幌ホーネッツ　9－1　函館太洋倶楽部
ウイン北広島　6－5　帯広倶楽部
札幌倶楽部　8－4　小樽野球協会
- 2回戦

WEEDしらおい　7－0　ブレーブくしろ
オール苫小牧　7－3　札幌ホーネッツ
ウイン北広島　4－3　札幌ブルーインズ
伊達聖ヶ丘病院　3－1　札幌倶楽部
- 3回戦

JR北海道　4－0　WEEDしらおい
トランシス　7－2　オール苫小牧
ウイン北広島　6－4　航空自衛隊千歳
室蘭シャークス　7－1　伊達聖ヶ丘病院
- 敗者復活1回戦

WEEDしらおい　16－1　オール苫小牧
航空自衛隊千歳　7－0　伊達聖ヶ丘病院
- 敗者復活2回戦

WEEDしらおい　4－3　航空自衛隊千歳
- 代表決定戦

JR北海道　7－0　トランシス
室蘭シャークス　7－0　ウイン北広島
- 第3代表決定戦

ウイン北広島　2－1　トランシス
- 第4代表決定戦

トランシス　3－0　WEEDしらおい
JR北海道、室蘭シャークス、ウイン北広島、トランシスが2次予選に進出

### 2次予選
- 1回戦

JR北海道　9－2　ウイン北広島
室蘭シャークス　4－1　トランシス
- 敗者復活1回戦

ウイン北広島　5－4　トランシス
- 2回戦

JR北海道　7－0　室蘭シャークス
- 敗者復活2回戦

室蘭シャークス　9－2　ウイン北広島
- 代表決定戦

JR北海道　9－5　室蘭シャークス
JR北海道が本戦出場

## 東北地区

### 青森県1次予選
- 1回戦

全弘前倶楽部　7－4　オール青森クラブ
弘前アレッズ　24－1　キングブリザード
- 準決勝

自衛隊青森　10－1　全弘前倶楽部
三菱製紙八戸クラブ　4－1　弘前アレッズ
- 代表決定戦

自衛隊青森　10－2　三菱製紙八戸クラブ
自衛隊青森が東北2次予選に進出

### 岩手県1次予選
- 1回戦

矢巾硬式クラブ　6－4　一関ベースボールクラブ
高田クラブ　10－9　遠野クラブ
JR盛岡　11－2　九戸クラブ
宮古倶楽部　11－7　盛岡倶楽部
トヨタ自動車東日本　15－4　赤崎野球クラブ
盛友クラブ　9－0　北上REDS
- 2回戦

フェズント岩手　6－4　矢巾硬式クラブ
高田クラブ　22－3　住田硬式野球クラブ
盛岡球友倶楽部　20－6　福高クラブ
JR盛岡　5－4　水沢駒形野球倶楽部
宮古倶楽部　6－4　釜石野球団
トヨタ自動車東日本　12－0　前沢野球倶楽部
オール不来方　10－5　一戸桜陵クラブ
オール江刺　4－2　盛友クラブ
- 3回戦

フェズント岩手　5－4　高田クラブ
JR盛岡　4－1　盛岡球友倶楽部
トヨタ自動車東日本　7－0　宮古倶楽部
オール江刺　14－1　オール不来方
- 準決勝（代表決定戦）

フェズント岩手　8－5　JR盛岡
トヨタ自動車東日本　5－2　オール江刺
- 第3代表決定戦

JR盛岡　11－6　オール江刺
- 決勝

トヨタ自動車東日本　4－0　フェズント岩手
トヨタ自動車東日本、フェズント岩手、JR盛岡が東北2次予選に進出

### 宮城県1次予選
- クラブ1回戦

HOKUTOベースボールクラブ　7－5　白山クラブ
青葉クラブ　8－0　石巻日和倶楽部
サニークラブ　9－2　仙商クラブ
- クラブ代表決定戦

HOKUTOベースボールクラブ　9－1　青葉クラブ
TFUクラブ　10－3　サニークラブ
- 敗者復活1回戦

白山クラブ　8－6　石巻日和倶楽部
- 敗者復活2回戦（クラブ代表決定戦）

青葉クラブ　（不戦勝）　仙商クラブ
サニークラブ　8－7　白山クラブ
- 1回戦

東北マークス　10－0　HOKUTOベースボールクラブ
七十七銀行　16－1　青葉クラブ
JR東日本東北　11－0　サニークラブ
日本製紙石巻　10－0　TFUクラブ
- 準決勝（代表決定戦）

七十七銀行　8－1　東北マークス
日本製紙石巻　5－1　JR東日本東北
- 第3代表決定戦

東北マークス　2－1　JR東日本東北
- 決勝

七十七銀行　3－2　日本製紙石巻
七十七銀行、日本製紙石巻、東北マークスが東北2次予選に進出

### 秋田県1次予選
- 1回戦

由利本荘ベースボールクラブ　6－1　秋田ベースボールクラブ
大曲ベースボールクラブ　13－3　ノースアジア大校友クラブ
- 2回戦

TDK　12－0　由利本荘ベースボールクラブ
互大設備ダイヤモンドクラブ　11－3　秋田王冠クラブ
ゴールデンリバース　8－0　能代松陵クラブ
JR秋田　7－1　大曲ベースボールクラブ
- 準決勝（代表決定戦）

TDK　6－0　互大設備ダイヤモンドクラブ
JR秋田　8－3　ゴールデンリバース
- 決勝

TDK　4－2　JR秋田
TDK、JR秋田が東北2次予選に進出

### 山形県1次予選
- 1回戦

鶴岡野球クラブ　8－0　新庄球友クラブ
きらやか銀行　12－0　天童エンジェルス
- 代表決定戦

きらやか銀行　11－4　鶴岡野球クラブ
きらやか銀行が東北2次予選に進出

### 福島県1次予選
- 1回戦

飯野クラブ　7－2　あぶくまベースボールクラブ
全白河野球クラブ　3－1　いわき菊田クラブ
会津ベースボールクラブ　（不戦勝）　岩瀬書店クラブ
ALL北嶺　13－6　小峰クラブ
須賀川クラブ　3－2　福島維新男塾
- 2回戦

郡山ベースボールクラブ　9－5　北斗野球クラブ
川俣クラブ　8－1　飯野クラブ
全白河野球クラブ　12－5　オール双葉野球クラブ
福島硬友クラブ　10－2　会津ベースボールクラブ
郡山イーストジャパンクラブ　6－3　富士通アイソテックベースボールクラブ
福島クラブ　16－7　ALL北嶺
保原クラブ　13－3　オールいわきクラブ
須賀川クラブ　11－9　自衛隊福島
- 3回戦

全白河野球クラブ　17－1　川俣クラブ
福島硬友クラブ　7－0　郡山イーストジャパンクラブ
保原クラブ　13－1　福島クラブ
須賀川クラブ　3－2　郡山ベースボールクラブ
- 準決勝（代表決定戦）

全白河野球クラブ　4－2　福島硬友クラブ
須賀川クラブ　6－5　保原クラブ
- 決勝

全白河野球クラブ　15－2　須賀川クラブ
全白河野球クラブ、須賀川クラブが東北2次予選に進出

### 東北2次予選
- リーグ戦Aブロック

第1戦　日本製紙石巻　10－5　JR盛岡
第2戦　きらやか銀行　21－0　自衛隊青森
第3戦　きらやか銀行　14－0　JR盛岡
第4戦　日本製紙石巻　36－0　自衛隊青森
第5戦　自衛隊青森　7－6　JR盛岡
第6戦　きらやか銀行　7－5　日本製紙石巻
（1位：きらやか銀行（3勝）、2位：日本製紙石巻（2勝1敗・ワイルドカード）、3位：自衛隊青森（1勝2敗）、4位：JR盛岡（3敗））
- リーグ戦Bブロック

第1戦　フェズント岩手　5－4　全白河野球クラブ
第2戦　JR秋田　6－1　東北マークス
第3戦　フェズント岩手　8－7　東北マークス
第4戦　JR秋田　12－1　全白河野球クラブ
第5戦　東北マークス　5－4　全白河野球クラブ
第6戦　JR秋田　9－8　フェズント岩手
（1位：JR秋田（3勝）、2位：フェズント岩手（2勝1敗）、3位：東北マークス（1勝2敗）、4位：全白河野球クラブ（3敗））
- リーグ戦Cブロック

第1戦　TDK　6－0　トヨタ自動車東日本
第2戦　七十七銀行　15－0　須賀川クラブ
第3戦　トヨタ自動車東日本　23－0　須賀川クラブ
第4戦　TDK　6－5　七十七銀行
第5戦　TDK　20－0　須賀川クラブ
第6戦　七十七銀行　2－1　トヨタ自動車東日本
（1位：TDK（3勝）、2位：七十七銀行（2勝1敗）、3位：トヨタ自動車東日本（1勝2敗）、4位：須賀川クラブ（3敗））
- 準決勝

日本製紙石巻　6－4　きらやか銀行
TDK　4－2　JR秋田
- 敗者復活1回戦

きらやか銀行　11－2　JR秋田
- 第1代表決定戦

日本製紙石巻　1－0　TDK
- 第2代表決定戦

TDK　3－2　きらやか銀行
日本製紙石巻、TDKが本戦出場

## 北信越地区

### 新潟県1次予選
- 1回戦

五泉クラブ　7－0　国際情報大学ブルーナビッツ
新潟コンマーシャル倶楽部　1－0　ファイティングスピリッツ
オール飯豊　8－0　にいがたKD
オール長岡　10－3　新津クラブ
- 2回戦

五泉クラブ　9－1　JR新潟
新潟コンマーシャル倶楽部　8－1　新潟クラブ野球団
野田サンダーズ　5－3　オール飯豊
オール長岡　9－2　佐渡軍団
- 3回戦（代表決定戦）

新潟コンマーシャル倶楽部　3－1　五泉クラブ
野田サンダーズ　8－1　オール長岡
- 代表順位決定リーグ戦

第1戦　バイタルネット　9－1　新潟コンマーシャル倶楽部
第2戦　野田サンダーズ　6－5　バイタルネット
第3戦　新潟コンマーシャル倶楽部　12－4　野田サンダーズ
（1位：バイタルネット（1勝1敗）、2位：新潟コンマーシャル倶楽部（1勝1敗）、3位：野田サンダーズ（1勝1敗）＝順位は得失点率差による）
バイタルネット、新潟コンマーシャル倶楽部、野田サンダーズが北信越2次予選に進出

### 長野県1次予選
- 1次リーグ

第1戦　千曲川硬式野球倶楽部　6－0　佐久コスモスターズ硬式野球倶楽部
第2戦　千曲川硬式野球倶楽部　10－1　長野好球倶楽部
第3戦　佐久コスモスターズ硬式野球倶楽部　22－0　長野好球倶楽部
（1位：千曲川硬式野球倶楽部（2勝）、2位：佐久コスモスターズ硬式野球倶楽部（1勝1敗）、3位：長野好球倶楽部（2敗））
- 準決勝（代表決定戦）

信越硬式野球クラブ　11－0　千曲川硬式野球倶楽部
フェデックス　1－0　佐久コスモスターズ硬式野球倶楽部
- 第3代表決定戦

千曲川硬式野球倶楽部　6－3　佐久コスモスターズ硬式野球倶楽部
- 決勝

信越硬式野球クラブ　4－3　フェデックス
信越硬式野球クラブ、フェデックス、千曲川硬式野球倶楽部が北信越2次予選に進出

### 富山県・石川県・福井県1次予選
- 1回戦

伏木海陸運送　6－2　福井ミリオンドリームズ
富山ベースボールクラブ　4－1　Hard Ball Club金沢
- 敗者復活1回戦

福井ミリオンドリームズ　3－0　Hard Ball Club金沢
- 代表決定戦

伏木海陸運送　7－2　富山ベースボールクラブ
- 敗者復活代表決定戦

福井ミリオンドリームズ　6－4　富山ベースボールクラブ
伏木海陸運送、福井ミリオンドリームズが北信越2次予選に進出

### 北信越2次予選
- 1回戦

バイタルネット　3－2　野田サンダーズ
信越硬式野球クラブ　13－0　千曲川硬式野球クラブ
伏木海陸運送　7－1　新潟コンマーシャル倶楽部
フェデックス　5－4　福井ミリオンドリームズ
- 2回戦

信越硬式野球クラブ　4－1　バイタルネット
フェデックス　7－2　伏木海陸運送
- 敗者復活1回戦

バイタルネット　8－0　伏木海陸運送
- 3回戦

信越硬式野球クラブ　7－3　フェデックス
- 敗者復活2回戦

バイタルネット　13－1　フェデックス
- 代表決定戦

（2勝先勝、信越硬式野球クラブに1勝分のアドバンテージ）
第1戦　バイタルネット　1－0　信越硬式野球クラブ
第2戦　信越硬式野球クラブ　3x－2　バイタルネット
信越硬式野球クラブが本戦出場

## 北関東地区

### 茨城県1次予選
- 1回戦

大宮クラブ　8－1　ALL FIFTY小川
全水戸野球クラブ　7－3　全鹿嶋野球クラブ
Tsukuba Club　6－2　オール日立ドリームズ
鹿島レインボーズ　9－2　全東海野球団
- 2回戦

JR水戸　2－1　Tsukuba Club
茨城ゴールデンゴールズ　9－7　鹿島レインボーズ
全神栖硬式野球クラブ　13－6　大宮クラブ
日本ウェルネススポーツ大学　4－0　全水戸野球クラブ
- 3回戦（代表決定戦）

茨城ゴールデンゴールズ　9－2　JR水戸
日本ウェルネススポーツ大学　8－0　全神栖硬式野球クラブ
- 決勝

茨城ゴールデンゴールズ　7－1　日本ウェルネススポーツ大学
- 代表順位決定戦

日立製作所　7－3　新日鐵住金鹿島
日立製作所、新日鐵住金鹿島、茨城ゴールデンゴールズ、日本ウェルネススポーツ大学が北関東2次予選に進出

### 栃木県1次予選
- 1回戦

宇都宮大学OBクラブ　5－1　TSK栃木
- 2回戦

コットンウェイ硬式野球倶楽部　3－1　全足利クラブ
宇都宮大学OBクラブ　8－1　作新クラブ
宇工OBクラブ　9－0　全鹿沼野球倶楽部
全栃木野球クラブ　3－2　スリーナインクラブ
- 準決勝（代表決定戦）

宇都宮大学OBクラブ　1－0　コットンウェイ硬式野球倶楽部
全栃木野球クラブ　13－5　宇工OBクラブ
- 決勝

全栃木野球クラブ　5－4　宇都宮大学OBクラブ
全栃木野球クラブ、宇都宮大学OBクラブが北関東2次予選に進出

### 群馬県1次予選
- 1回戦

全前橋野球倶楽部　6－3　アゼリア館林硬式野球クラブ
太田球友硬式野球倶楽部　12－7　大泉硬友野球クラブ
オール高崎野球倶楽部　16－0　全桐生硬友クラブ
- 2回戦

伊勢崎硬建クラブ　7－4　全前橋野球倶楽部
太田球友硬式野球倶楽部　10－0　オール高崎野球倶楽部
- 3回戦（代表決定戦）

伊勢崎硬建クラブ　8－1　太田球友硬式野球倶楽部
- 決勝

富士重工業　3－0　伊勢崎硬建クラブ
富士重工業、伊勢崎硬建クラブが北関東2次予選に進出

### 北関東2次予選
- 1回戦

日立製作所　11－0　宇都宮大学OBクラブ
富士重工業　6－4　日本ウェルネススポーツ大学
茨城ゴールデンゴールズ　8－1　全栃木野球クラブ
新日鐵住金鹿島　10－0　伊勢崎硬建クラブ
- 代表決定リーグ戦

第1戦　日立製作所　5－2　茨城ゴールデンゴールズ
第2戦　新日鐵住金鹿島　5－2　富士重工業
第3戦　富士重工業　9－0　茨城ゴールデンゴールズ
第4戦　日立製作所　4－2　新日鐵住金鹿島
第5戦　新日鐵住金鹿島　5－0　茨城ゴールデンゴールズ
第6戦　日立製作所　2－1　富士重工業
（1位：日立製作所（3勝）、2位：新日鐵住金鹿島（2勝1敗）、3位：富士重工業（1勝2敗）、4位：茨城ゴールデンゴールズ（3敗））
日立製作所、新日鐵住金鹿島が本戦出場

## 南関東地区

### 埼玉県1次予選
- 1回戦

一球幸魂倶楽部　11－0　松山OB野球団
WARRIORS 41　14－5　新波
レジェンズ　6－4　全三郷硬式野球部
全熊谷硬式野球クラブ　5－2　川口ゴールデンドリームス
全大宮野球団　13－6　全浦和野球団
かみかわ野球クラブ　7－1　浦和ダイヤモンドドッグス
- 2回戦

所沢グリーンベースボールクラブ　16－0　全熊谷硬式野球クラブ
全大宮野球団　25－5　かみかわ野球クラブ
WARRIORS 41　2－0　一球幸魂倶楽部
都幾川倶楽部硬式野球団　8－1　レジェンズ
- 敗者復活1回戦

全熊谷硬式野球クラブ　8－6　かみかわ野球クラブ
一球幸魂倶楽部　6－2　レジェンズ
- 3回戦

所沢グリーンベースボールクラブ　15－0　全大宮野球団
都幾川倶楽部硬式野球団　12－3　WARRIORS 41
- 敗者復活2回戦

WARRIORS 41　14－4　全熊谷硬式野球クラブ
全大宮野球団　9－8　一球幸魂倶楽部
- 敗者復活3回戦

WARRIORS 41　7－6　全大宮野球団
- 4回戦

所沢グリーンベースボールクラブ　9－1　都幾川倶楽部硬式野球団
- 敗者復活4回戦

WARRIORS 41　7－1　都幾川倶楽部硬式野球団
- 代表決定戦

所沢グリーンベースボールクラブ　4－0　WARRIORS 41
- 対抗戦

Honda　4－2　日本通運
Honda、日本通運、所沢グリーンベースボールクラブが南関東2次予選に進出

### 千葉県1次予選
- クラブ1回戦

サウザンリーフ市原　7－1　BIG WINGS印西
YBCフェニーズ　9－4　Oceans
- クラブ5位決定戦

BIG WINGS印西　6－5　Oceans
- クラブ2回戦

サウザンリーフ市原　13－10　千葉熱血MAKING
YBCフェニーズ　13－2　松戸B.C TYR
- クラブ敗者復活戦

千葉熱血MAKING　11－1　松戸B.C TYR
- クラブ決勝

サウザンリーフ市原　4－3　YBCフェニーズ
- 1回戦

千葉熱血MAKING　11－4　サウザンリーフ市原
YBCフェニーズ　7－1　JR千葉
- 準決勝（代表決定戦）

JFE東日本　11－1　千葉熱血MAKING
新日鐵住金かずさマジック　15－0　YBCフェニーズ
- 敗者復活1回戦

YBCフェニーズ　12－2　サウザンリーフ市原
千葉熱血MAKING　8－5　JR千葉
- 敗者復活代表決定戦

YBCフェニーズ　8－1　千葉熱血MAKING
- 決勝

新日鐵住金かずさマジック　8－7　JFE東日本
新日鐵住金かずさマジック、JFE東日本、YBCフェニーズが南関東2次予選に進出

### 南関東2次予選
- 1回戦

日本通運　6－0　YBCフェニーズ
JFE東日本　14－2　所沢グリーンベースボールクラブ
- 2回戦

日本通運　6－5　新日鐵住金かずさマジック
Honda　6－1　JFE東日本
- 敗者復活1回戦

JFE東日本　8－1　YBCフェニーズ
新日鐵住金かずさマジック　16－0　所沢グリーンベースボールクラブ
- 敗者復活2回戦

新日鐵住金かずさマジック　1－0　JFE東日本
- 第1代表決定戦

Honda　5－1　日本通運
- 第2代表決定戦

新日鐵住金かずさマジック　2－0　日本通運
Honda、新日鐵住金かずさマジックが本戦出場

## 東京地区

### 1次予選
- 1回戦

TOKYO METS　（不戦勝）　東京城南クラブ
REVENGE99　7－5　滋慶学園
全調布硬式野球倶楽部　6－0　東京弥生クラブ
全府中野球倶楽部　6－3　東京L.B.C
- 2回戦

エスプライド鉄腕硬式野球部　15－4　TOKYO METS
REVENGE99　5－4　武蔵野クラブ
東京好球倶楽部　9－2　全調布硬式野球倶楽部
全府中野球倶楽部　6－4　警視庁野球部
- 3回戦

エスプライド鉄腕硬式野球部　7－1　日本ウェルネススポーツ専門学校
西多摩倶楽部　5－4　REVENGE99
WIEN'94　8－1　東京好球倶楽部
全府中野球倶楽部　7－6　THINKフィットネス・GOLD'S GYMベースボールクラブ
- 代表決定戦

エスプライド鉄腕硬式野球部　13－12　西多摩倶楽部
WIEN'94　10－1　全府中野球倶楽部
エスプライド鉄腕硬式野球部、WIEN'94が2次予選に進出

### 2次予選
（1次予選免除：JR東日本、NTT東日本、東京ガス、セガサミー、鷺宮製作所、明治安田生命）
- 第1代表トーナメント1回戦

鷺宮製作所　7－2　明治安田生命
JR東日本　3－2　東京ガス
NTT東日本　6－0　エスプライド鉄腕硬式野球部
セガサミー　3－0　WIEN'94
- 第2代表トーナメント1回戦

明治安田生命　5－1　エスプライド鉄腕硬式野球部
東京ガス　8－2　WIEN'94
- 第1代表トーナメント2回戦

NTT東日本　6－2　鷺宮製作所
セガサミー　1－0　JR東日本
- 第2代表トーナメント2回戦

JR東日本　2－1　明治安田生命
鷺宮製作所　5－0　東京ガス
- 第4代表トーナメント1回戦

東京ガス　11－1　明治安田生命
- 第2代表トーナメント3回戦

JR東日本　7－2　鷺宮製作所
- 第1代表決定戦

NTT東日本　2－0　セガサミー
- 第2代表決定戦

セガサミー　2－1　JR東日本
- 第3代表決定戦

JR東日本　1－0　鷺宮製作所
- 第4代表決定戦

東京ガス　2－1　鷺宮製作所
NTT東日本、セガサミー、JR東日本、東京ガスが本戦出場

## 西関東地区

### 神奈川県1次予選
- 1回戦

WIEN BASEBALL CLUB　5－2　全川崎クラブ
EMANON Baseball Club 戸塚　11－0　京浜野球倶楽部
横浜ベイブルース　14－13　国際総合伊勢原クラブ
横浜中央クラブ　3－2　茅ヶ崎サザンカイツ
- 2回戦（代表決定戦）

相模原クラブ　15－7　WIEN BASEBALL CLUB
横浜金港クラブ　11－0　EMANON Baseball Club 戸塚
横浜ベイブルース　8－7　横浜球友クラブ
横浜中央クラブ　13－2　マルユウベースボールクラブ湘南
- 準決勝

相模原クラブ　2－1　横浜金港クラブ
横浜ベイブルース　5－2　横浜中央クラブ
- 決勝

相模原クラブ　4－3　横浜ベイブルース
相模原クラブ、横浜ベイブルース、横浜金港クラブ、横浜中央クラブが西関東2次予選に進出

### 山梨県1次予選
- 1回戦

甲斐府中クラブ　14－7　北杜クラブ
南アルプス硬式野球クラブ　5－4　桂倶楽部
大富士BASEBALL CREW　19－0　TSUKUMO BASEBALL CLUB
- 準決勝（代表決定戦）

山梨球友クラブ　10－3　甲斐府中クラブ
大富士BASEBALL CREW　10－6　南アルプス硬式野球クラブ
- 決勝

大富士BASEBALL CREW　11－7　山梨球友クラブ
大富士BASEBALL CREW、山梨球友クラブが西関東2次予選に進出

### 西関東2次予選
（1次予選免除：東芝、三菱重工横浜（以上神奈川県））
- 1回戦

東芝　9－2　横浜中央クラブ
大富士BASEBALL CREW　6－1　横浜ベイブルース
相模原クラブ　6－4　山梨球友クラブ
三菱重工横浜　5－0　横浜金港クラブ
- 敗者復活1回戦

横浜ベイブルース　8－3　横浜中央クラブ
横浜金港クラブ　5－0　山梨球友クラブ
- 準決勝

東芝　13－0　大富士BASEBALL CREW
三菱重工横浜　8－0　相模原クラブ
- 敗者復活2回戦

相模原クラブ　6－2　横浜ベイブルース
横浜金港クラブ　7－3　大富士BASEBALL CREW
- 敗者復活3回戦

横浜金港クラブ　6－4　相模原クラブ
- 第1代表決定戦

東芝　3－2　三菱重工横浜
- 第2代表決定戦

三菱重工横浜　4x－3　横浜金港クラブ　（延長10回）
東芝、三菱重工横浜が本戦出場

第83回大会優勝のJX-ENEOSは推薦により本戦出場

## 東海地区

### 静岡県1次予選
- 1回戦

浜松ケイ・スポーツBC　3－2　静岡硬式野球倶楽部
- 2回戦

浜松ケイ・スポーツBC　18－1　中電硬式野球クラブ
富士クラブ　6－2　ヤマハ発動機野球部
- 3位決定戦

ヤマハ発動機野球部　15－3　中電硬式野球クラブ
- 代表決定戦

浜松ケイ・スポーツBC　30－3　富士クラブ
浜松ケイ・スポーツBCが静岡県・愛知県・三重県1次予選に進出

### 愛知県1次予選
- 1回戦

エディオン愛工大OB BLITZ　11－0　NPOルーキーズ
- 2回戦

愛知ベースボール倶楽部　13－0　CENTRAL ARCH
エディオン愛工大OB BLITZ　8－1　マッシモンテベースボールクラブ
- 代表決定戦

エディオン愛工大OB BLITZ　1－0　愛知ベースボール倶楽部
エディオン愛工大OB BLITZが静岡県・愛知県・三重県1次予選に進出

### 三重県1次予選
- 1回戦

三重高虎ベースボールクラブ　9－2　明野レジェンズ
全三重クラブ　12－4　奥伊勢クラブ
- 代表決定戦

全三重クラブ　6－0　三重高虎ベースボールクラブ
全三重クラブが静岡県・愛知県・三重県1次予選に進出

### 静岡県・愛知県・三重県1次予選
- 代表決定リーグ戦

第1戦　浜松ケイ・スポーツベースボールクラブ　4－3　オール三重クラブ
第2戦　エディオン愛工大OB BLITZ　9－0　オール三重クラブ
第3戦　エディオン愛工大OB BLITZ　10－5　浜松ケイ・スポーツベースボールクラブ
（1位：エディオン愛工大OB BLITZ（2勝）、2位：浜松ケイ・スポーツベースボールクラブ（1勝1敗）、3位：オール三重クラブ（2敗））
エディオン愛工大OB BLITZ、浜松ケイ・スポーツベースボールクラブが東海2次予選に進出

### 東海2次予選
（1次予選免除：ヤマハ（静岡県）、東邦ガス、永和商事ウイング、トヨタ自動車、JR東海、新日鐵住金東海REX、三菱重工名古屋、東海理化、ジェイプロジェクト、三菱自動車岡崎、王子（以上愛知県）、西濃運輸、日本プロスポーツ専門学校（岐阜県）、Honda鈴鹿（三重県））

- 第1代表トーナメント1回戦

東邦ガス　3－1　永和商事ウイング
JR東海　4－0　トヨタ自動車
三菱重工名古屋　8－1　新日鐵住金東海REX
西濃運輸　3－0　浜松ケイ・スポーツベースボールクラブ
Honda鈴鹿　5－2　エディオン愛工大OB BLITZ
東海理化　4－3　ジェイプロジェクト
ヤマハ　6－2　三菱自動車岡崎
王子　6－1　日本プロスポーツ専門学校
- 第1代表トーナメント2回戦

JR東海　9－3　東邦ガス
三菱重工名古屋　3－1　西濃運輸
東海理化　6－2　Honda鈴鹿
王子　5－0　ヤマハ
- 第3代表トーナメント1回戦

東邦ガス　8－2　西濃運輸
ヤマハ　5－3　Honda鈴鹿
- 第4代表トーナメント1回戦

新日鐵住金東海REX　5－1　永和商事ウイング
トヨタ自動車　14－1　浜松ケイ・スポーツベースボールクラブ
三菱自動車岡崎　13－6　エディオン愛工大OB BLITZ
ジェイプロジェクト　8－1　日本プロスポーツ専門学校
- 第4代表トーナメント2回戦

新日鐵住金東海REX　4－1　トヨタ自動車
三菱自動車岡崎　2－1　ジェイプロジェクト
- 第6代表トーナメント1回戦

西濃運輸　6－2　エディオン愛工大OB BLITZ
Honda鈴鹿　7－2　永和商事ウイング
トヨタ自動車　5－0　日本プロスポーツ専門学校
ジェイプロジェクト　5－0　浜松ケイ・スポーツベースボールクラブ
- 第6代表トーナメント2回戦

西濃運輸　3－2　トヨタ自動車
Honda鈴鹿　3－1　ジェイプロジェクト
- 第1代表トーナメント準決勝

三菱重工名古屋　3－0　JR東海
王子　3－2　東海理化
- 第2代表トーナメント1回戦

JR東海　3－0　東海理化
- 第3代表トーナメント2回戦

ヤマハ　7－5　東邦ガス
- 第4代表トーナメント3回戦

東海理化　1－0　新日鐵住金東海REX
東邦ガス　1－0　三菱自動車岡崎
- 第6代表トーナメント3回戦

三菱自動車岡崎　7－1　新日鐵住金東海REX
Honda鈴鹿　2－1　西濃運輸
- 第6代表トーナメント4回戦

三菱自動車岡崎　3－1　Honda鈴鹿
- 第1代表決定戦

三菱重工名古屋　4－2　王子
- 第2代表決定戦

JR東海　2－1　王子

- 第3代表決定戦

王子　3－2　ヤマハ
- 第4代表決定戦

東邦ガス　3－0　東海理化
- 第5代表決定戦

ヤマハ　7－1　東海理化

- 第6代表決定戦

三菱自動車岡崎　4－1　東海理化
三菱重工名古屋、JR東海、王子、東邦ガス、ヤマハ、三菱自動車岡崎が本戦出場

## 近畿地区

### 滋賀県1次予選
- 1回戦

全大津野球団　8－3　瀬田クラブ
OBC高島　12－2　近江八幡野球クラブ
- 2回戦

甲賀健康医療専門学校　5－0　全大津野球団
滋賀・高島ベースボールクラブ　2－0　OBC高島
- 代表決定戦

滋賀・高島ベースボールクラブ　11－0　甲賀健康医療専門学校
滋賀・高島ベースボールクラブが滋賀県・京都府・奈良県1次予選に進出

### 京都府1次予選
- 1回戦

山城ベースボールクラブ　3－2　宇治ベースボールクラブ
京都フルカウンツ　12－2　東宇治クラブ
京都ジャスティス　8－4　東山クラブ
鴨沂クラブ　11－9　DBグラッツ
- 2回戦

三菱自動車京都ダイヤフェニックス　10－0　山城ベースボールクラブ
島津製作所　10－0　京都フルカウンツ
ミキハウスREDS　7－0　京都ジャスティス
京都城陽ファイアーバーズ　7－0　鴨沂クラブ
- 準決勝

三菱自動車京都ダイヤフェニックス　9－5　島津製作所
ミキハウスREDS　15－0　京都城陽ファイアーバーズ
- 代表決定戦

ミキハウスREDS　2－1　三菱自動車京都ダイヤフェニックス
ミキハウスREDSが滋賀県・京都府・奈良県1次予選に進出

### 奈良県1次予選
- 1回戦

奈良フレンドベースボールクラブ　9－0　帝塚山大学OBクラブ
一城クラブ　8－5　奈良Jメンテナンス野球クラブ
奈良アンビションズクラブ　9－2　GSG斑鳩クラブ
大和高田クラブ　12－0　奈良産業大学OBクラブ
- 敗者復活1回戦

GSG斑鳩クラブ　11－1　奈良産業大学OBクラブ
奈良Jメンテナンス野球クラブ （不戦勝）帝塚山大学OBクラブ
- 2回戦

奈良フレンドベースボールクラブ　7－2　一城クラブ
大和高田クラブ　15－4　奈良アンビションズクラブ
- 敗者復活2回戦

奈良Jメンテナンス野球クラブ　5－4　奈良アンビションズクラブ
一城クラブ　7－0　GSG斑鳩クラブ
- 敗者復活3回戦

奈良Jメンテナンス野球クラブ　7－0　一城クラブ
- 3回戦

大和高田クラブ　8－2　奈良フレンドベースボールクラブ
- 敗者復活4回戦

奈良フレンドベースボールクラブ　15－8　奈良Jメンテナンス野球クラブ
- 代表決定戦

大和高田クラブ　9－2　奈良フレンドベースボールクラブ
大和高田クラブが滋賀県・京都府・奈良県1次予選に進出

### 滋賀県・京都府・奈良県1次予選
- 代表決定リーグ戦

第1戦　滋賀・高島ベースボールクラブ　12－7　大和高田クラブ
第2戦　大和高田クラブ　2－1　ミキハウスREDS
第3戦　ミキハウスREDS　8－7　滋賀・高島ベースボールクラブ
（1位：滋賀・高島ベースボールクラブ（1勝1敗）、2位：ミキハウスREDS（1勝1敗）、3位：大和高田クラブ（1勝1敗）＝順位は得失点率差による）
滋賀・高島ベースボールクラブ、ミキハウスREDSが近畿2次予選に進出

### 大阪府・和歌山県1次予選
- 1回戦

履正社ベースボールクラブ　10－6　泉州大阪野球団
- 2回戦

八尾ベースボールクラブ　19－1　大阪HDベースボールクラブ
NSBベースボールクラブ　7－2　履正社ベースボールクラブ
履正社学園　14－1　大阪ウイング硬式野球クラブ
和歌山箕島球友会　5－0　関西硬式野球クラブ
- 準決勝

NSBベースボールクラブ　7－0　八尾ベースボールクラブ
和歌山箕島球友会　3－2　履正社学園
- 代表決定戦

NSBベースボールクラブ　5－3　和歌山箕島球友会
NSBベースボールクラブが近畿2次予選に進出

### 兵庫県1次予選
- 1回戦

トータル阪神　7－0　KC西宮
NOMOベースボールクラブ　3－1　県警桃太郎
全播磨硬式野球団　21－3　神戸レールスターズ
- 2回戦

トータル阪神　5－4　NOMOベースボールクラブ
関西メディカルスポーツ学院　6－2　全播磨硬式野球団
- 敗者復活1回戦

県警桃太郎　9－1　KC西宮
- 敗者復活2回戦

全播磨硬式野球団　8－1　県警桃太郎
NOMOベースボールクラブ　31－2　神戸レールスターズ
- 代表決定戦

関西メディカルスポーツ学院　5－1　トータル阪神
- 敗者復活3回戦[2]

NOMOベースボールクラブ　11－4　全播磨硬式野球団
関西メディカルスポーツ学院が近畿2次予選に進出

### 近畿2次予選
（1次予選免除：日本新薬、ニチダイ（以上京都府）、パナソニック、NTT西日本、日本生命、大阪ガス（以上大阪府）、三菱重工神戸、新日鐵住金広畑（以上兵庫県））
- 第1代表トーナメント1回戦

大阪ガス　12－1　滋賀・高島ベースボールクラブ
ニチダイ　2－0　関西メディカルスポーツ学院
新日鐵住金広畑　4－3　NSBベースボールクラブ
ミキハウスREDS　3－2　三菱重工神戸
- 第1代表トーナメント2回戦

日本生命　5－1　新日鐵住金広畑
大阪ガス　3－1　日本新薬
ニチダイ　5－4　パナソニック
NTT西日本　4－2　ミキハウスREDS
- 第3代表トーナメント1回戦

新日鐵住金広畑　1－0　日本新薬
パナソニック　1－0　ミキハウスREDS
- 第4代表トーナメント1回戦

NSBベースボールクラブ　6－5　滋賀・高島ベースボールクラブ
三菱重工神戸　8－1　関西メディカルスポーツ学院
- 第4代表トーナメント2回戦

ミキハウスREDS　6－3　NSBベースボールクラブ
三菱重工神戸　3－0　日本新薬
- 第1代表トーナメント準決勝

日本生命　10－3　大阪ガス
ニチダイ　3－0　NTT西日本
- 第2代表トーナメント1回戦

NTT西日本　3－0　大阪ガス
- 第3代表トーナメント2回戦

パナソニック　4－0　新日鐵住金広畑
- 第4代表トーナメント3回戦

三菱重工神戸　6－4　ミキハウスREDS
- 第4代表トーナメント4回戦

三菱重工神戸　8－1　大阪ガス
- 第5代表トーナメント1回戦

新日鐵住金広畑　2－1　ミキハウスREDS
- 第5代表トーナメント2回戦

大阪ガス　3－2　新日鐵住金広畑
- 第1代表決定戦

日本生命　12－0　ニチダイ
- 第2代表決定戦

NTT西日本　5－0　ニチダイ
- 第3代表決定戦

パナソニック　3－1　ニチダイ
- 第4代表決定戦

ニチダイ　3－1　三菱重工神戸
- 第5代表決定戦

大阪ガス　5－2　三菱重工神戸　（延長10回）
日本生命、NTT西日本、パナソニック、ニチダイ、大阪ガスが本戦出場

## 中国地区

### 岡山県・鳥取県・島根県1次予選
- 1回戦

ショウワコーポレーション　3－0　WEED BASEBALL CLUB
MJG島根　6－2　鳥取Pear Kings
- 順位決定戦

鳥取Pear Kings　8－3　WEED BASEBALL CLUB
- 2回戦

MJG島根　1－0　ショウワコーポレーション
- 3回戦

シティライト岡山　6－0　MJG島根
三菱自動車倉敷オーシャンズ　3－0　倉敷ピーチジャックス
- 敗者復活1回戦

倉敷ピーチジャックス　6－0　MJG島根
- 代表決定戦

シティライト岡山　9－1　三菱自動車倉敷オーシャンズ
- 中国1次予選代表決定戦

三菱自動車倉敷オーシャンズ　3－2　倉敷ピーチジャックス
シティライト岡山が中国2次予選に進出、三菱自動車倉敷オーシャンズは中国1次予選に出場

### 広島県1次予選
- 1回戦（代表決定戦）

JFE西日本　7－0　広島鯉城クラブ
伯和ビクトリーズ　10－0　三菱重工三原
三菱重工広島　5－2　MSH塩見
ワイテック　5－2　ツネイシ
- 敗者復活1回戦

MSH塩見　16－1　広島鯉城クラブ
ツネイシ　6－1　三菱重工三原
- 敗者復活代表決定戦

ツネイシ　7－2　MSH塩見
- 2回戦

JFE西日本　3－1　伯和ビクトリーズ
三菱重工広島　12－0　ワイテック
- 決勝

三菱重工広島　8－7　JFE西日本
三菱重工広島、JFE西日本、ワイテック、伯和ビクトリーズ、ツネイシが中国2次予選に進出、MSH塩見は中国1次予選に出場

### 山口県1次予選
- 1回戦

岩国五橋クラブ　5－4　航空自衛隊防府クラブ
- 2回戦

光シーガルズ　6－0　岩国五橋クラブ
山口防府ベースボールクラブ　8－1　海上自衛隊岩国クラブ
- 代表決定戦

光シーガルズ　4－2　山口防府ベースボールクラブ
光シーガルズが中国2次予選に進出、山口防府ベースボールクラブは中国1次予選に出場

### 中国1次予選
- 代表決定リーグ戦

第1戦　三菱自動車倉敷オーシャンズ　6－4　MSH塩見
第2戦　山口防府ベースボールクラブ　6－5　MSH塩見
第3戦　三菱自動車倉敷オーシャンズ　5－4　山口防府ベースボールクラブ
（1位：三菱自動車倉敷オーシャンズ（2勝）、2位：山口防府ベースボールクラブ（1勝1敗）、3位：MSH塩見（2敗））
三菱自動車倉敷オーシャンズが中国2次予選に進出

### 中国2次予選
- リーグ戦Aブロック

第1戦　光シーガルズ　5－4　ワイテック
第2戦　三菱自動車倉敷オーシャンズ　5－3　三菱重工広島
第3戦　三菱重工広島　2－0　ワイテック
第4戦　光シーガルズ　5－1　三菱自動車倉敷オーシャンズ
第5戦　三菱自動車倉敷オーシャンズ　5－4　ワイテック
第6戦　三菱重工広島　8－0　光シーガルズ
（1位：三菱重工広島（勝点7）、2位：三菱自動車倉敷オーシャンズ（同6）、3位：光シーガルズ（同5）、4位：ワイテック（同0）＝コールド勝ちを勝点4、勝ちを勝点3、負けを勝点0、コールド負けを勝点-1として決定。Bブロックも同じ）
- リーグ戦Bブロック

第1戦　JFE西日本　3－1　シティライト岡山
第2戦　伯和ビクトリーズ　6－1　ツネイシ
第3戦　ツネイシ　3－2　シティライト岡山
第4戦　JFE西日本　6－3　伯和ビクトリーズ
第5戦　JFE西日本　4－3　ツネイシ
第6戦　伯和ビクトリーズ　5－4　シティライト岡山
（1位：JFE西日本（勝点9）、2位：伯和ビクトリーズ（同6）、3位：ツネイシ（同3）、シティライト岡山（同0））
- 準決勝

伯和ビクトリーズ　2－1　三菱重工広島
三菱自動車倉敷オーシャンズ　5－4　JFE西日本
- 敗者復活1回戦

JFE西日本　1－0　三菱重工広島
- 第1代表決定戦

伯和ビクトリーズ　4x－3　三菱自動車倉敷オーシャンズ
- 第2代表決定戦

JFE西日本　4x－3　三菱自動車倉敷オーシャンズ
伯和ビクトリーズ、JFE西日本が本戦出場

## 四国地区

### 1次予選
- リーグ戦

第1戦　アークバリア　3－2　松山フェニックス
第2戦　四国銀行　10－0　徳島野球倶楽部
第3戦　JR四国　2－1　松山フェニックス
第4戦　四国銀行　5－4　アークバリア
第5戦　JR四国　11－0　徳島野球倶楽部
第6戦　四国銀行　2－1　松山フェニックス
第7戦　アークバリア　7－0　徳島野球倶楽部
第8戦　四国銀行　7－0　JR四国
第9戦　松山フェニックス　8－1　徳島野球倶楽部
第10戦　JR四国　7－0　アークバリア
（1位：四国銀行（4勝）、2位：JR四国（3勝1敗）、3位：アークバリア（2勝2敗）、4位：松山フェニックス（1勝3敗）、5位：徳島野球倶楽部（4敗））
四国銀行、JR四国、アークバリア、松山フェニックスが2次予選に進出

### 2次予選
- 1回戦

四国銀行　5－3　松山フェニックス
JR四国　8－0　アークバリア
- 代表決定戦

四国銀行　2－1　JR四国
四国銀行が本戦出場

## 九州地区

### 福岡県1次予選
- 1回戦

沖データ・コンピュータ教育学院　10－3　日本ウェルネススポーツ専門学校北九州
西部ガス　5－4　嘉麻市バーニングヒーローズ
福岡オーシャンズ9　9－2　福岡ベースボールクラブ
- 代表決定戦

JR九州　8－1　沖データ・コンピュータ教育学院
西部ガス　3－2　苅田ビクトリーズベースボールクラブ
九州三菱自動車　7－0　福岡オーシャンズ9
- 敗者復活1回戦

嘉麻市バーニングヒーローズ　5－2　福岡ベースボールクラブ
苅田ビクトリーズベースボールクラブ　7－4　日本ウェルネススポーツ専門学校北九州
- 敗者復活2回戦

沖データ・コンピュータ教育学院　13－2　嘉麻市バーニングヒーローズ
苅田ビクトリーズベースボールクラブ　9－1　福岡オーシャンズ9
- 敗者復活代表決定戦

苅田ビクトリーズベースボールクラブ　6－0　沖データ・コンピュータ教育学院
JR九州、西部ガス、九州三菱自動車、苅田ビクトリーズベースボールクラブが九州2次予選に進出

### 佐賀県・長崎県1次予選
- 代表決定リーグ戦

第1戦　三菱重工長崎　2－0　ビクトリークロウ
第2戦　三菱重工長崎　8－1　佐賀魂
第3戦　佐賀魂　10－4　ビクトリークロウ
（1位：三菱重工長崎（2勝）、2位：佐賀魂（1勝1敗）、3位：ビクトリークロウ（2敗））
三菱重工長崎、佐賀魂が九州2次予選に進出

### 大分県1次予選
- 1回戦（代表決定戦）

新日鐵住金大分クラブ　20－0　大分ソーリンズ野球倶楽部
BANベースボールクラブ　5－3　九州総合スポーツカレッジ
- 3位決定戦

九州総合スポーツカレッジ　14－10　大分ソーリンズ野球倶楽部
- 決勝

新日鐵住金大分クラブ　11－1　BANベースボールクラブ
新日鐵住金大分クラブ、BANベースボールクラブが大分県・熊本県1次予選に進出

### 大分県・熊本県1次予選
- 代表決定戦

Honda熊本　2－1　新日鐵住金大分クラブ
熊本ゴールデンラークス　4－3　BANベースボールクラブ
- 敗者復活代表決定戦

新日鐵住金大分クラブ　15－1　BANベースボールクラブ
Honda熊本、熊本ゴールデンラークス、新日鐵住金大分クラブが九州2次予選に進出

### 宮崎県・鹿児島県1次予選
- 1回戦

宮崎梅田学園　3－2　鹿児島ドリームウェーブ
宮崎福祉医療カレッジ　5－4　薩摩
- 代表決定戦

宮崎梅田学園　18－8　宮崎福祉医療カレッジ
宮崎梅田学園が九州2次予選に進出

### 沖縄県1次予選
- 1回戦

エナジック　9－2　クリード安仁屋ベースボールクラブ
- 2回戦

沖縄電力　13－1　てるクリニック
エナジック　9－0　ビッグ開発ベースボールクラブ
- 敗者復活1回戦

ビッグ開発ベースボールクラブ　4－3　てるクリニック
- 代表決定戦

沖縄電力　10－2　エナジック
- 敗者復活代表決定戦

エナジック　8－1　ビッグ開発ベースボールクラブ
沖縄電力、エナジックが九州2次予選に進出

### 九州2次予選
- 第1代表トーナメント1回戦

苅田ビクトリーズベースボールクラブ　9－2　佐賀魂
西部ガス　4－2　熊本ゴールデンラークス
新日鐵住金大分クラブ　3－0　沖縄電力
エナジック　2－1　宮崎梅田学園
- 第1代表トーナメント2回戦

JR九州　5－4　苅田ビクトリーズベースボールクラブ
西部ガス　6－2　三菱重工長崎
新日鐵住金大分クラブ　3－2　九州三菱自動車
Honda熊本　3－1　エナジック
- 第2代表トーナメント1回戦

九州三菱自動車　9－0　佐賀魂
熊本ゴールデンラークス　7－0　エナジック
沖縄電力　6－1　苅田ビクトリーズベースボールクラブ
三菱重工長崎　10－5　宮崎梅田学園
- 第2代表トーナメント2回戦

熊本ゴールデンラークス　9－0　九州三菱自動車
沖縄電力　3－2　三菱重工長崎
- 第1代表トーナメント3回戦

JR九州　1－0　西部ガス
Honda熊本　2－1　新日鐵住金大分クラブ
- 第2代表トーナメント3回戦

熊本ゴールデンラークス　5－1　西部ガス
沖縄電力　2－0　新日鐵住金大分クラブ
- 第3代表トーナメント1回戦

西部ガス　7－0　新日鐵住金大分クラブ
- 第2代表トーナメント4回戦

熊本ゴールデンラークス　14－1　沖縄電力
- 第3代表トーナメント2回戦

沖縄電力　1－0　西部ガス
- 第1代表決定戦

Honda熊本　6－1　JR九州
- 第2代表決定戦

JR九州　7－0　熊本ゴールデンラークス
- 第3代表決定戦

沖縄電力　3－0　熊本ゴールデンラークス
Honda熊本、JR九州、沖縄電力が本戦出場